# حلقه‌ای شدن شور
حلقه‌ای شدن شور(به انگلیسی: Pschorr cyclization) واکنشی در شیمی آلی است، که به نام کاشف آن، شیمیدان آلمانی رابرت شور (۱۹۳۰-۱۹۶۸) نامگذاری شده‌است. این فرایند به صورت جایگزینی درون‌مولکولی ترکیباتِ آروماتیک از طریق نمک‌های آریل‌دی‌آزونیوم به عنوان واسطه، توصیف می‌شود که  کاتالیزگر این واکنش فلز مس است. واکنش نوعی از واکنش گومبرگ–باخمان است. در زیر طرحی از واکنش شور برای تشکیل مولکول فنانترن نشان داده شده‌است: